# Lola (prefectura de Guinea)
Lola es una prefectura de la región de Nzérékoré de Guinea, con una población censada en marzo de 2014 de 171 561 habitantes. Está formada por las siguientes subprefecturas, que igualmente se muestran con población censada en marzo de 2014:
- Bossou 9,883
- Foumbadou 19,081
- Gama 16,450
- Guéassou 20,846
- Kokota 14,610
- Lain 16,309
- Lola 47,995
- N'Zoo 15,057
- Tounkarata 11,330[1]